# Nick Barmby
Nicholas Jonathan "Nick" Barmby, född 11 februari 1974 i Hull, England, är en före detta fotbollsspelare.
Nick Barmby debuterade i Premier League 1991 för Tottenham Hotspur. Han spelade in sig i laget som ordinarie året efter säsongen 1992/1993. Han representerade därefter klubbar som Middlesbrough, Everton och Liverpool. I Liverpool fick han säsongen 2000/2001 vara med och vinna FA-Cupen, Engelska ligacupen samt Uefacupen. Därefter drabbades Barmby av skador och han såldes till Leeds United. Efter ytterligare en säsong i Leeds med en utlåning till Nottingham Forest emellan så återvände Barmby till sin moderklubb Hull City 2004. Där var han med och spelade upp klubben till The Championship redan under sin första säsong. Och säsongen 2007/2008 avancerade laget upp till Premier League. Barmby har även representerat det engelska landslaget vid 23 tillfällen. Han fanns med under EM 1996 samt EM 2000.